# Дильман, Александр Давидович
Алекса́ндр Дави́дович Ди́льман (род. 27 июня 1976, Москва) — российский химик-органик, доктор химических наук, профессор РАН, заведующий лабораторией функциональных органических соединений Института органической химии (ИОХ) РАН. Член-корреспондент РАН с 2022 года.

## Биография
Родился 27 июня 1976 года в Москве. В средней школе одним из его увлечений стала химия, а в возрасте 15 лет А. Д. Дильман перешёл в Московский химический лицей (МХЛ). Под руководством Сергея Евгеньевича Семёнова в лицее начались первые занятия в научно-образовательном практикуме, именно тогда он понял, что хочет посвятить себя изучению данной науки.
В 1993 году А. Д. Дильман поступил в Высший химический колледж РАН (ВХК РАН) и с первого курса начал заниматься научной работой в ИОХ РАН в лаборатории Владимира Александровича Тартаковского, занимаясь изучением химии нитро- и кремнийорганических соединений .
В 2000 году А. Д. Дильман проходил стажировку в группе профессора Герберта Майра в Мюнхенском Университете им. Людвига и Максимилиана. Результаты, полученные в Германии, стали частью его диссертационной работы. 25 мая 2001 года Александр Давидович защитил кандидатскую диссертацию на тему «Химия N,N-бис(силилокси)енаминов» (научный руководитель профессор Иоффе Сема Лейбович) .
В 2002 году А. Д. Дильман проходил пост-доковскую стажировку во Франции в Институте молекулярной химии Орсэ в группе профессора Анри Кагана, в течение этого времени он изучал химию родиевых и иридиевых карбеновых комплексов.
В 2003 году А. Д. Дильман начал работу в области фторорганических соединений в ИОХ РАН. В 2008 году он защитил докторскую диссертацию на тему «Новая методология синтетического использования силанов, содержащих перфторированную группу», одним из результатов которой стала разработка новых методов синтеза фторсодержащих аминов.
В 2011 году А. Д. Дильман стал заведующим лабораторией функциональных органических соединений ИОХ РАН.
В ноябре 2018 г. А. Д. Дильман стал заместителем директора по научной работе ИОХ РАН.

## Научная деятельность
Ранние работы Дильмана связаны c химией силанов, содержащих перфторированную группу: была изучена реакционная способность по отношению к енаминам , иминам , иминиевым солям, N-бензоилгидразонам . Значительная часть исследований посвящена введению трифторметильной группировки с использованием реагента Рупперта-Пракаша , дифторметиленового фрагмента путем внедрения дифторкарбена , превращениям α,α-дифторированных фосфониевых солей . Разработка методов введения CF3- и CF2H-группировок имеет важное значение для медицинской химии.
В последние годы основным направлением исследований научной группы является фоторедокс-катализ. Использование энергии видимого света в химических превращениях позволяет сделать многие процедуры более экологичными и доступными для широкого круга химиков-синтетиков. Работы ведутся в направлении разработки методов радикальной функционализации алкенов, иминов, гидразонов, активации C-H связей в органических молекулах. Отдельным направлением является активация карбоновых кислот в условиях акридинового катализа под действием видимого света, а также фотохимические превращения полифторированных арилсульфидов .
Количество цитирований статей в журналах по данным Web of Science: 1217, Scopus: 1506. 

## Преподавательская деятельность
С 2003 года А. Д. Дильман, совместно с Вильямом Артуровичем Смитом, преподавал курс «Органический синтез» в ИОХ РАН, в 2009 году продолжил читать курс лекций по данной дисциплине совместно со своим учеником В. В. Левиным. В 2008 году по данному курсу была опубликована книга «Основы современного органического синтеза» (в соавт. с В. А. Смитом), которая затем дважды переиздавалась.
На данный момент А. Д. Дильман продолжает читать данный курс аспирантам ИОХ РАН, а также студентам старших курсов ВХК РАН и химического факультета МГУ.

## Ученики
- Левин Виталий Владимирович — доктор химических наук (защитил диссертацию в 2019 году), место работы: ИОХ РАН.
- Кособоков Михаил Дмитриевич — кандидат химических наук (защитил диссертацию в 2014 году), место работы: ИОХ РАН.
- Михайлов Андрей Андреевич — кандидат химических наук (защитил диссертацию в 2015 году), место работы: ИБХ РАН.
- Фёдоров Олег Владимирович — кандидат химических наук (защитил диссертацию в 2018 году), место работы: НИИ СБМ.
- Земцов Артём Андреевич — кандидат химических наук (защитил диссертацию в 2018 году), место работы: МФТИ.
- Панферова Любовь Ивановна — кандидат химических наук (защитила диссертацию в 2019 год), место работы: ИОХ РАН.
- Зубков Михаил Олегович — кандидат химических наук (защитил диссертацию в 2024 году), место работы: ИОХ РАН.
- Трифонов Алексей Леонидович — кандидат химических наук (защитил диссертацию в 2024 году), место работы: ИОХ РАН.

## Награды и премии
- Диплом 1-й степени 6-го Менделевского конкурса научно-исследовательских работ студентов-химиков, 1995 г.
- Медаль РАН для молодых ученых, 1999 г., (совместно с А. А. Тишковым).
- Лауреат грантов Президента РФ для поддержки молодых ученых (гранты для молодых кандидатов и молодых докторов).
- Лауреат Фонда содействия отечественной науки, 2008 г.
- Премия Liebig Lecturer Немецкого химического общества за 2019 г.